# Aika Miura
Pour les articles homonymes, voir Miura (homonymie).
Aika Miura (三浦あいか, Miura Aika), née Yū Hasegawa (長谷川優, Hasegawa Yū), est une actrice du cinéma pornographique japonais réputée et un mannequin de charme. Elle a obtenu plusieurs récompenses et a profondément marqué cette industrie cinématographique de son empreinte. Au cours d'une carrière particulièrement longue pour une actrice de ce genre, elle a tourné un film par mois pendant 7 ans (sauf en 1998) avant d'arrêter cette activité en 2002.

## Biographie

### Enfance et adolescence
Yū Hasegawa alias Aika Miura est née le 2 novembre 1975 dans la Préfecture de Kanagawa, Japon. Bien que sa famille désapprouve le métier qu'elle a choisi, Miura en restera très proche tout au long de sa carrière: son père l'ayant un jour réprimandée pour gagner de l'argent en prenant du plaisir, Aika Miura lui a fait remarquer que les scènes de bondage et de sado-masochisme « n'étaient pas spécialement une partie de plaisir ».

### Débuts
Miura commence sa carrière en tournant pour la firme KUKI, sous le label "Tank". I Love You paraît en mars 1995 suivi de Summer Memory en septembre. Ce dernier film apprécié du public mais d'un genre exhibitionniste controversé trouvera plus tard un regain d'intérêt avec l'actrice Asuka Yuki avant de disparaître au bout d'une dizaine d'années. Toutes les scènes de sexe de cette vidéo ont été tournées en extérieur, sous les yeux amusés des passants, et y compris celles sur les plages du bord de mer
Avec Costume doll (octobre 1995), Miura intègre le genre cosplay. Elle est habillée tour à tour en infirmière, femme mariée, élève, porteur de pizza à domicile.
Dans Setting off on a Trip (novembre 1995) Aika Miura tient le rôle d'une jeune femme en partance pour Fukuoka (福岡市, fukuoka-shi, préfecture de Fukuoka) afin d'y rencontrer un artiste renommé. Elle découvre en fait un homme lubrique et pervers.
Le périodique Video Boy décerne un prix à la vidéo Fantasy (décembre 1995) interprétée par Aika Miura.
Wet & Deep Love, mis en vente en janvier 1996, est une vidéo basée sur le viol et le sado-masochisme, genres appréciés de la pornographie japonaise.

### Bref arrêt et retour à la scène
Avec la parution de sa vidéo, Countdown, en février 1996, Aika Miura annonce qu'elle abandonne temporairement l'industrie du film pornographique. Elle fera son retour dès le mois de mai. KUKI met à profit le repos de l'actrice pour publier Aika Miura Maniac (avril 1996), une compilation des scènes qu'Aika Miura a tournées lors de précédentes vidéos et qui n'ont jamais été montrées au public
Miura refait son apparition en mai 1996 sous le seul nom d'AIKA écrit en lettres capitales,.
Avec Poison Miura abandonne le personnage quelque peu naïf qu'elle s'est forgé jusque-là et aborde les scènes de pénétration anale.
Kjell Fornander décrit à ce propos l'évolution de la carrière de l'actrice en disant que « Les spectateurs sont invités à suivre de film en film, son initiation à une sexualité naissante dont elle prend conscience par elle-même et l'acception progressive des désirs les plus pervers venus du fond de son être ».
1000 Carat, paru en juillet 1996, est la poursuite de cette évolution vers des thèmes de plus en plus extrêmes. Miura joue un rôle prépondérant au cours des scènes de sexe qui représentent un défi et qu'elle assume avec brio.
AIKA Freak, mis en vente le mois suivant, inclut des scènes de sexe en groupe tournées en extérieur.
En octobre 1996, Miura apparaît dans le 26e épisode de la très connue série NEO Bloody Uniform éditée en vidéo par la firme Atlas et basé sur des thèmes cosplay,. Toujours avec Atlas, Aika tourne une rétrospective de trois ans de carrière intitulée Legend Of An AV Idol.
Miura paraît encore pour la société Alice Japan dans Inhumanity (décembre 1997). Elle tient, cette fois, le rôle d'une femme mariée depuis peu et frappée d'amnésie après avoir été renversée par une voiture. Neuf hommes différents se prétendent son mari. Miura applique une fellation à chacun d'eux pour savoir qui est le véritable marié. Aucun des prétendants ne répond au critère lorsque l'époux se montre enfin. La vidéo se termine par une scène de sexe impliquant Miura et son mari.
L'actrice s'éloigne à nouveau des studios au cours du tournage de sa dernière vidéo The Last Video -Aika Miura-. Elle continue néanmoins à paraître comme effeuilleuse dans des revues-spectacles. Son absence durera de janvier à novembre 1998

### Dernier retour avant un adieu définitif
Bien qu'elle soit plusieurs fois partie puis revenue, Miura a conservé un nombre d'admirateurs important. Au cours de l'année 2000, KUKI met sur le marché plusieurs compilations de ses vidéos antérieures pour satisfaire à leur demande.
En 2001, six ans après ses débuts, elle est le personnage principal de Aika Miura - Streetcar Ecstasy (三浦あいか　痴漢電車エクスタシー), film pour grand écran destiné aux salles obscures. Aika Miura se retire définitivement de l'industrie pornographique l'année suivante mais elle reste suffisamment populaire pour garantir le succès commercial de compilations ultérieures. De fait, cinq ans après avoir quitté les studios, une vidéo semi documentaire, Best of Best, Aika Miura, Deluxe, regroupant des scènes tournées tout au long de sa carrière, est mise en vente au mois de mai 2007.

## Filmographie (partielle)
| Titre du film | Producteur  | Réalisateur                             | Date de parution                                           |
| --- | ----------- | --------------------------------------- | ---------------------------------------------------------- |
| I Love You 好きです Suki Desu                                                                                       | Tank/KUKI   |                                         | 15 mars 1995 24 avril 1995 12 décembre 1997 9 juillet 1999 |
| Summer Memory | KUKI        | Teio Tokai                              | 20 septembre 1995                                          |
| Costume Doll 着せ替え人形                                                                                           | KUKI        | Zashikiwarashi                          | 25 octobre 1995                                            |
| Setting Off On a Trip 旅立ち                                                                                        | KUKI        | Ryoto Kurenai                           | 20 novembre 1995                                           |
| Fantasy | KUKI        | Ryoto Kurenai                           | 21 décembre 1995                                           |
| Wet & Deep Love | KUKI        | Kyubanmeno Oni                          | 20 janvier 1996                                            |
| Countdown カウントダウン                                                                                            | KUKI        | Teio Tokai                              | 17 février 1996                                            |
| Aika Miura Mania 三浦あいかマニア                                                                                   | KUKI        | Zashikiwarashi                          | 12 avril 1996                                              |
| AIKA | KUKI        | Zashikiwarashi                          | 15 mai 1996                                                |
| POISON | KUKI        | Zashikiwarashi                          | 15 juin 1996                                               |
| 1000 Carat | KUKI        | Mro Taga                                | 24 juillet 1996                                            |
| Aika Freak | KUKI        | Zashikiwarashi                          | 14 août 1996                                               |
| NEO Bloody Uniform Connection 26 NEO出血大制服[26]                                                                  | Atlas21     |                                         | 29 octobre 1996                                            |
| LINGERIE DOLLS 4 | Cosmos Plan |                                         | 19 janvier 1997                                            |
| Breast Angels 乳TANKの天使達                                                                                        | KUKI        |                                         | 21 février 1997                                            |
| Chu | KUKI        |                                         | 29 mars 1997                                               |
| Legend Of An AV Idol AVアイドル伝説                                                                                 | Atlas21     | Kei Morikawa                            | 15 septembre 1997                                          |
| Sexy Butt 女尻 Mejiri                                                                                               | Alice Japan | Kei Morikawa                            | 17 octobre 1997                                            |
| AIKA x AIKA あいか×AIKA                                                                                             |             |                                         | 28 novembre 1997                                           |
| Inhumanity 人間・廃業                                                                                               | Alice Japan | Kunino Nagayagawa                       | 19 décembre 1997                                           |
| The Last Video -Aika Miura- 三浦あいかラスト・ビデオ                                                                | Atlas21     | Kei Morikawa                            | 15 janvier 1998                                            |
| Slave Hunter |             |                                         | avril 1998                                                 |
| Aika Loves You | KUKI        |                                         | 25 septembre 1998                                          |
| Female Ass Climax 2nd 女尻CLIMAX2nd                                                                                 | Alice Japan |                                         | 15 janvier 1999                                            |
| Aika Miura'99 三浦あいか'99                                                                                         | KUKI        |                                         | 5 mars 1999                                                |
| I Love You NOSTALGIA 好きですノスタルジア                                                                           | KUKI        | Edo Wood                                | 17 avril 1999                                              |
| Female Ass CLIMAX 女尻クライマックス                                                                                | Alice Japan |                                         | 21 mai 1999                                                |
| Inhumanity Vol. 3 人間廃業ファイルVol.3                                                                             | Alice Japan |                                         | 30 juillet 1999                                            |
| Dream Shower No.10 ドリームシャワー No.10                                                                           | Waap        | Alala Kurosawa                          | 5 août 1999                                                |
| KUKI 20th Anniversary                                                                                               | KUKI        |                                         | 15 octobre 1999                                            |
| Inhumanity Files '99 人間廃業ファイル'99                                                                            | Alice Japan |                                         | 24 décembre 1999                                           |
| I WANT TO GET LOST 迷子になりたい・着せ替え人形 VCD                                                                 |             |                                         | 28 janvier 2000                                            |
| Stewardess Rape 奈落の乱気流                                                                                        | Shark       |                                         | 8 mars 2000                                                |
| Aika Loves You 2 le DVD comprend également Meow, Departure & Fantasy                                                |             |                                         | 24 mars 2000 9 février 2002                                |
| KUKI DVD Buyer Boy 02 KUKI DVD買うボーイ 02                                                                         | KUKI        |                                         | 4 avril 2000                                               |
| AIKA LOVES YOU 3 le DVD comprend également I Love You, Wet & Love, & Count Down                                     | KUKI        |                                         | 23 juin 2000                                               |
| THE NEO UNIFORM CONNECTION Complete Edition 2 NEO出血大制服 完全版 2                                                | Atlas21     | Tsukasa Hashimoto                       | 9 février 2001                                             |
| Costume Play Royale コスプレ ロワイヤル                                                                             | KUKI        | Jango                                   | 16 février 2001 25 mai 2001                                |
| Miura Aika - Streetcar Ecstasy Theatrical release                                                                   |             |                                         | 13 août 2001                                               |
| Sweet Bunny Club SWEET バニー CLUB                                                                                  | Atlas21     | Tsukasa Hashimoto                       | 13 août 2001                                               |
| TANK Archive 2nd TANKアーカイブ 2nd（2枚組 2 discs                                                                  | KUKI        |                                         | 28 février 2002                                            |
| Lingerie Deluxe ランジェリーデラックス                                                                              | Cosmos Plan |                                         | 25 octobre 2002                                            |
| FANTASTIC le DVD contient trois vidéos de la firme Atlas21                                                          | Atlas21     |                                         | 21 mars 2003                                               |
| Imoral Angel File.9 インモラル天使 File.9                                                                           | CineMagic   | Tojiro Haruki Yukimura Mihiro Wakatsuki | 24 mars 2006                                               |
| PLAYBACK / Aika Miura PLAYBACK 三浦あいか DVD collection including Loving You, I LOVE YOU, Salmon Pink & Wet Rabbit | KUKI        |                                         | 25 août 2006                                               |
| Best of Best, Aika Miura, Deluxe The Best of No.1 三浦あいか Deluxe                                                 | MediaBank   |                                         | 18 mai 2007                                                |

- Spécialité : Films de bondage

## Sources
- Ressource relative à l'audiovisuel :   - IMDb
- (en) « Aika (Miura Aika) », AV Idol Directory (consulté le 3 février 2011)
- (ja) « 三浦あいか - Miura Aika », 'Web I-dic' (Idol Dictionary) (consulté le 11 juin 2007)
- (ja) « 三浦あいか (Miura Aika) », Japanese Movie Database (consulté le 11 juin 2007)
- (en) « Special Interview of Miura Aika », Jmate, 2001 (consulté le 11 juin 2007)
- (en) « Interview of Miura Aika », Jsexnetwork, 2001 (consulté le 11 juin 2007)
- « Miura Aika's gallery » ATTENTION renferme des photos (contient des photos de nudisme)
- (ja) « 三浦あいか (Miura Aika: Moodyz profile and filmography) », Moodyz (consulté le 20 mars 2008)